# Agrostis hegetschweileri
Agrostis hegetschweileri é uma espécie de gramínea do gênero Agrostis, pertencente à família Poaceae.